# Dorogi hanglemezgyár
A Dorogi Hanglemezgyár, a Hungaroton hanglemezeket és kazettákat is gyártó vállalata 1976 és 1996 között működött Dorogon az Esztergomi út 47. szám alatt. Évente több mint tízmillió hanghordozót gyártottak. Kezdetben csak a Hungarotonnak, majd az 1980-as évek végén megjelenő kis és világméretű kiadóknak is préseltek itt lemezeket.

## A Magyar Hanglemezgyártó Vállalat (MHV)

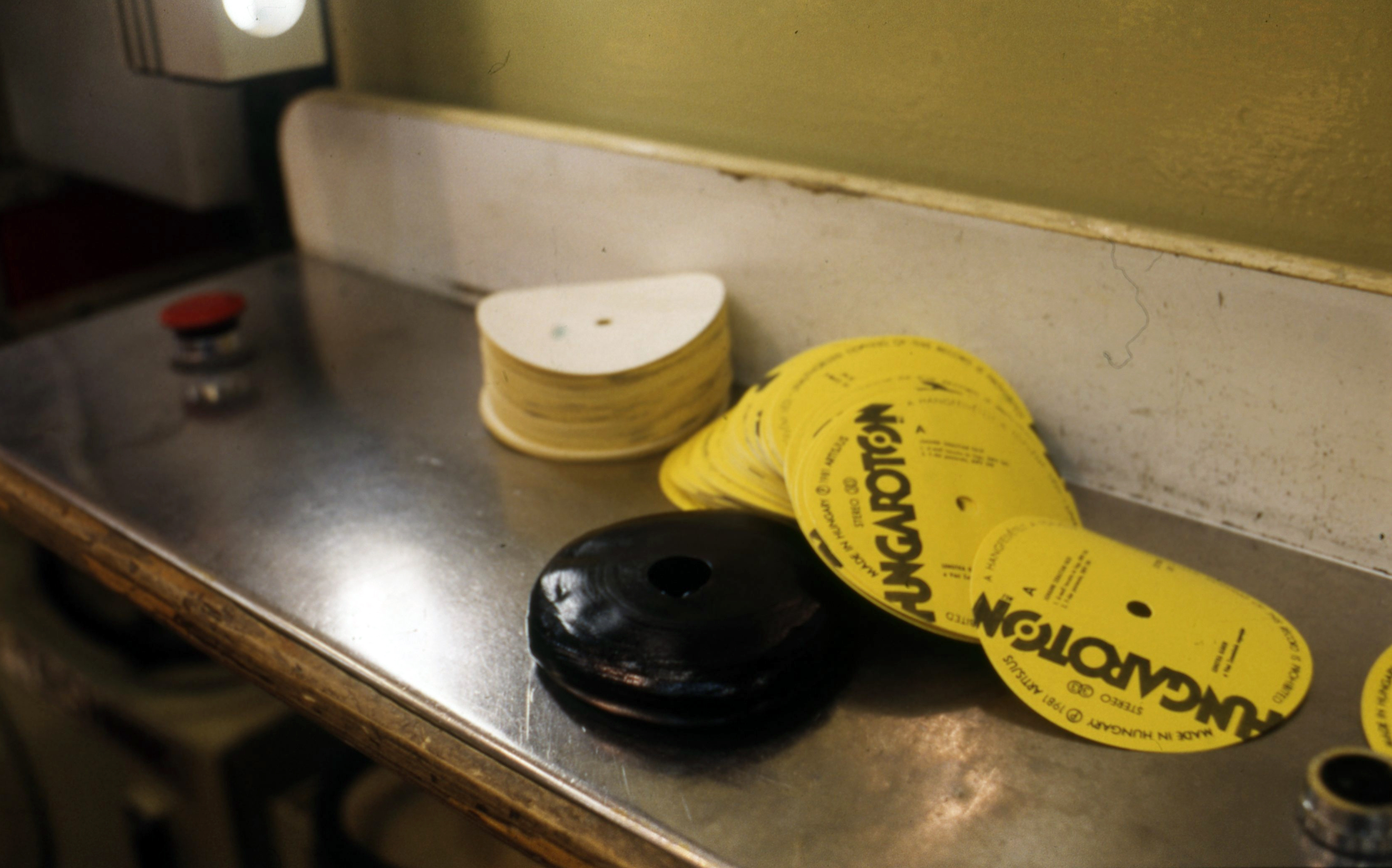
"Csendélet": Előkészítve a préseléshez (1980)

A magyar hanglemezkiadás 1951-ben kezdődött Magyarországon, amikor az állam megalapította a Magyar Hanglemezgyártó Vállalatot, melynek közel négy évtizeden át Magyarországon szinte kizárólag csak a szocialista országok márkái – Melódia, Eterna, Supraphon – jelentettek konkurenciát. Ennek hatására a magyar komoly– és könnyűzenei előadók és művészeink többsége is itt készítette felvételeit. A 60-as évektől megerősödött az export, így a korábbi Qualiton márkanevet felváltotta a Hungaroton márkanév. A Qualiton a népzenei termékeké maradt, majd az 1970-es évektől kisebb labelek jöttek létre (Pepita, Bravó, Krém, Start). 1976-ban a budapesti ipar dekoncentrációjával összefüggésben a Hungaroton kitelepült Dorogra, és felépítette a dorogi hanglemezgyárat. A '70-es és a '80-as évek jelentette az aranykort a lemezgyárnak, és a kiadónak, ugyanis abban az időben az előadók, és együttesek elérték az akkoriban százezer hanghordozó eladása után járó aranylemezt, a komolyzenei kiadványok pedig alacsony áruknak köszönhetően nagy számban terjedtek a világban. A könnyűzene több pénzt hozott a konyhára, de a komolyzene exportjából származó bevétel fedezte az import alapanyagok árát. 
A '80-as évek végén – 1988-ban – a hazai piac liberalizálása megváltoztatta a helyzetet, így hirtelen elérhetővé váltak azok a nyugati felvételek is (C. C. Catch, Modern Talking, Falco stb.) melyeket azelőtt szinte csak nyugatról lehetett beszerezni. Igaz, ezeknek az ára az akkori fizetésekhez képest elég drága volt.

## Az 1990-es évek

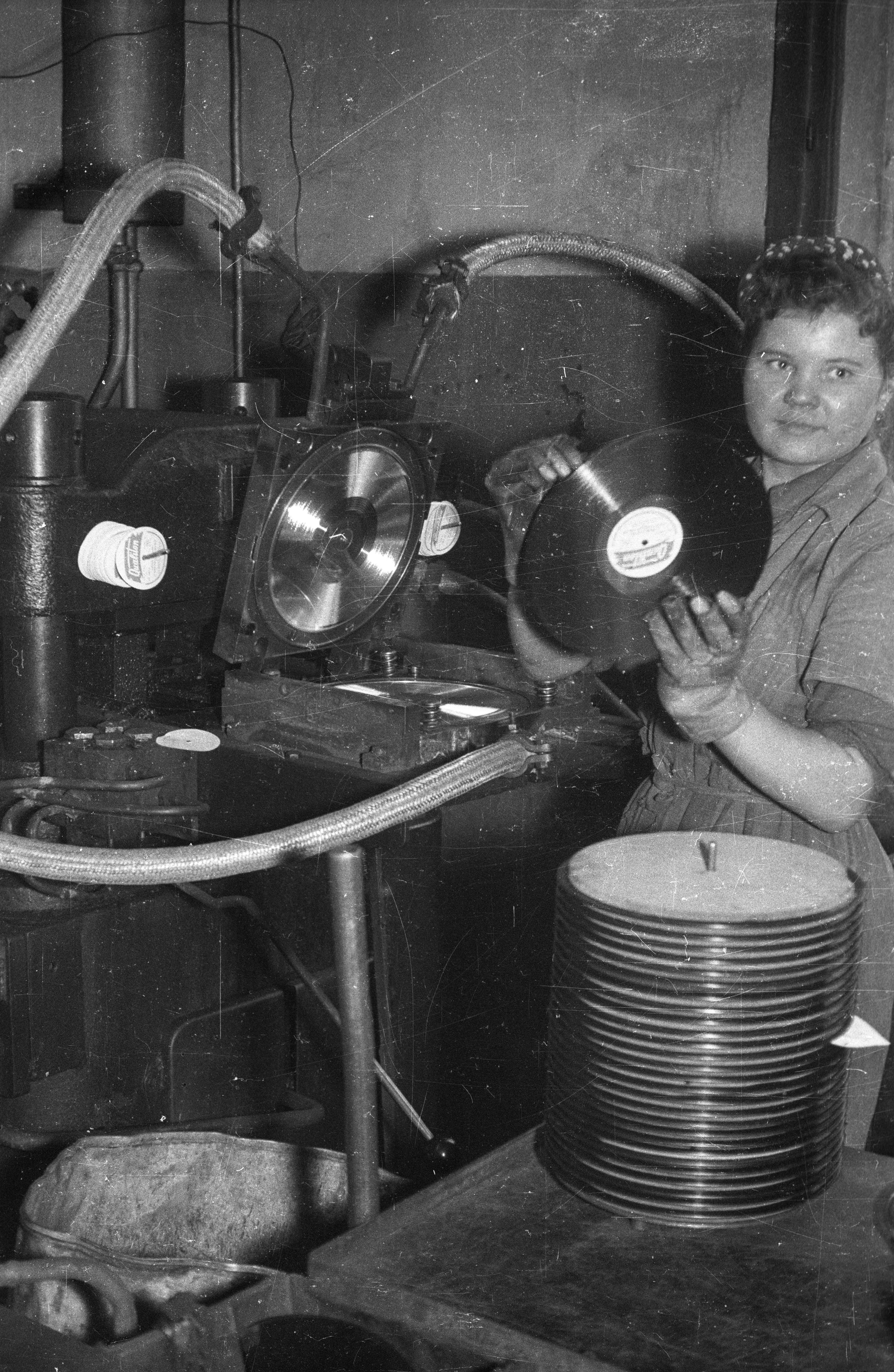
Hanglemezek préselése a budapesti kelenföldi Kábel, - és Műanyaggyárban (1959)

Az 1990-es évek elején visszaesett a Hungaroton forgalma, egyrészt azért, mert esedékessé vált a dorogi gyárra felvett bankkölcsönök visszafizetése, illetve az új hanghordozó, a CD lemezek elterjedése is szinte halálra ítélte a gyárat. Ezen okokból kifolyólag a vállalat felszámolás után meg is szűnt, így 1992-től Hungaroton Gong néven jelentek meg az új könnyűzenei lemezek, a komoly- és népzenei kiadványok pedig Hungaroton Classic márkanév alatt jöttek ki.  1995-ben privatizálták a dorogi hanglemezgyárat, majd 1995 áprilisában meg is szűnt. 1996-ban a gyár egy kis helyiségben még működött, de egyre nyilvánvalóvá vált, hogy a lemezgyártás véget ér. 

## A jövő
Magyarországon több mint tízezer lelkes lemezgyűjtő, DJ él, akik mind a mai napig esküsznek a hanglemezre, más néven vinylre. A kiadók többsége úgy véli, hogy az illegális letöltések miatt jelentősen csökkent a lemezekből járó jogdíjak bevétele, így többen is elgondolkoztak, hogy talán mégiscsak be lehetne újra indítani egy lemezgyárat Magyarországon. A volt dorogi gyár gépei Angliába kerültek, ahol a mai napig is a magyar gépsoron gyártják az ott megjelenő hanglemezeket. Ennek köszönhetően a gyártósort szinte lehetetlen előállítani, és a gépek megvétele sem egyszerű. Mindenesetre cég már lenne, aki a borítókat gyártaná.

## Díjak, elismerések
A Hungaroton klasszikus kiadványai gyakran nyernek díjakat nemzetközi színekben. Említésre méltó a két MIDEM díj (Cannes Festival Awards) a Dohnányi hegedűversenyekért (1999) illetve a Bartók összkiadásért (2002), továbbá a Classical Internet Awards (2004) Kocsis Zoltán vezényelte Bartók szuper audói CD-ért, mely három díjat is elnyert.

## Külső hivatkozások
- Cégtörténet - Hungaroton Records

Dorogi lexikon A–Zs. Szerk. Solymár Judit, Kovács Lajos. Dorog: Dorogi Közművelődési Közhasznú Társaság. 2000.  ISBN 963-00-4973-2 

## Képgaléria
A hanglemezgyár területe 2018. szeptember 11-i felvételeken

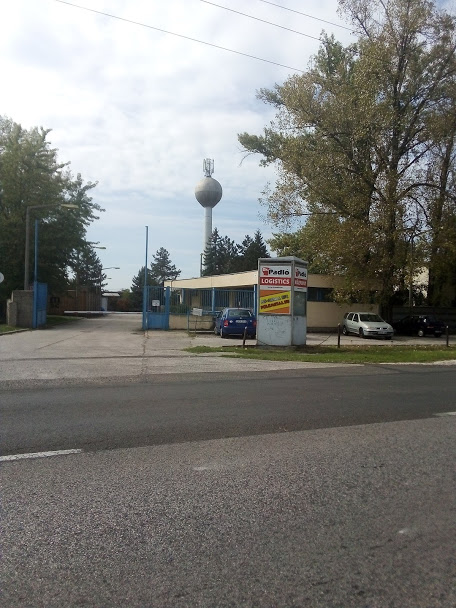
Az egykori Dorogi hanglemezgyár bejárata
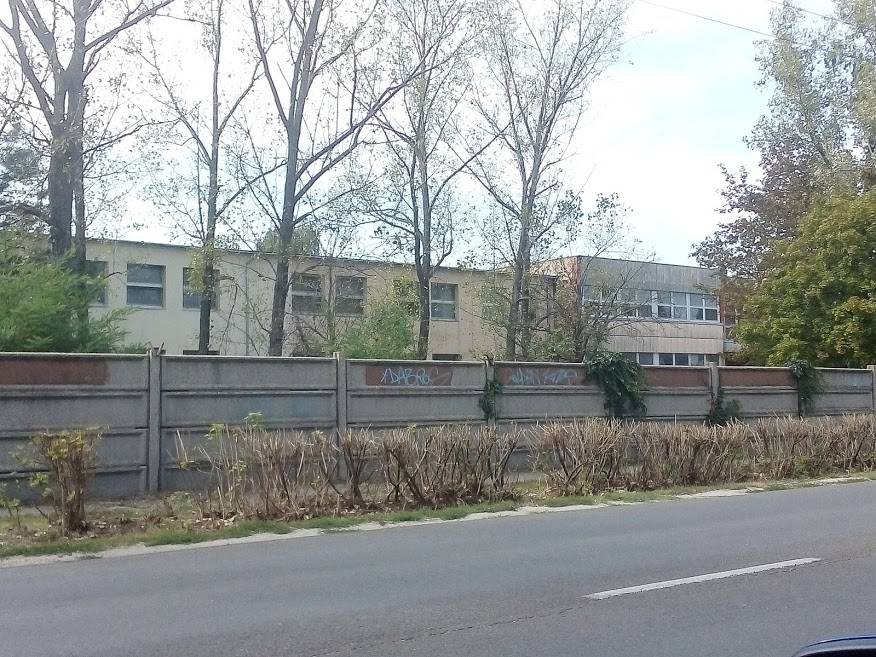
Az egykori Dorogi hanglemezgyár épületei
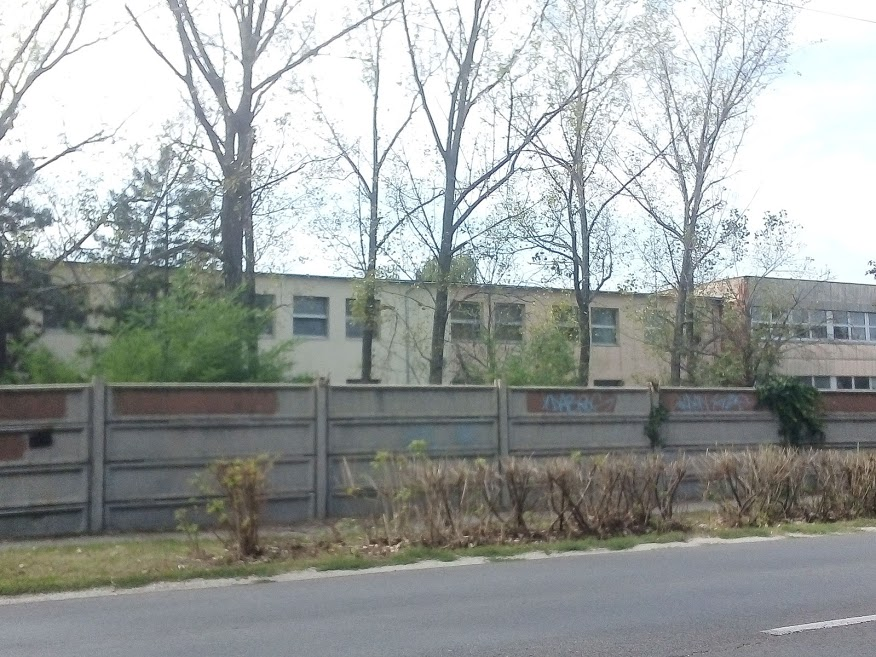
Az egykori Dorogi hanglemezgyár épületsora